# Ушка
У́шка (Ушечка) — річка в Україні, в межах Хмельницького і Кам'янець-Подільського районів Хмельницької області. Права притока Ушиці (басейн Дністра).

## Опис
Довжина 34 км, площа басейну 204 км². Річка типово рівнинна. Долина переважно вузька, у пониззі глибока з крутими берегами. Заплава в середній та нижній течії місцями одностороння. Річище слабозвивисте. Споруджено кілька ставків (у верхній течії). 

## Розташування
Ушка бере початок біля села Слобідка-Глушковецька. Тече спершу на південний схід, далі переважно на південь, у пониззі — на південний схід. Впадає до Ушиці на схід від села Мала Кужелівка. 

## Притоки
- Безіменна — права притока. Бере початок на північно-західній околиці с. Солобківці. Тече переважно на південний схід і у с. Проскурівка впадає в Ушку. Довжина річки 12 км. Площа басейну 41,8 км². Населені пункти вздовж берегової смуги: Тарасівка, Андріївка. Річку перетинає автошлях Т 2315[1].

- Синявка - права притока.